# Comité d'alerte sur les dépenses d'assurance-maladie
Le comité d'alerte sur les dépenses d'assurance-maladie (CADAM) est une institution française créée par la loi du 13 août 2004 relative à l’assurance maladie .
Le Comité d’alerte sur l’évolution des dépenses d’assurance maladie est chargé d’alerter le Parlement, le Gouvernement et les Caisses nationales d’assurance maladie en cas d’évolution des dépenses d’assurance maladie incompatible avec le respect de l’objectif national voté par le Parlement. Le risque de dépassement est jugé sérieux si son ampleur prévisible est supérieure à un seuil fixé par décret (0,5 % depuis 2011,) et qui ne peut excéder 1 %.
En mai 2007, pour la première fois depuis sa création, le CADAM a exigé un plan de redressement de l'assurance maladie en France[réf. nécessaire].